# Robert Covington

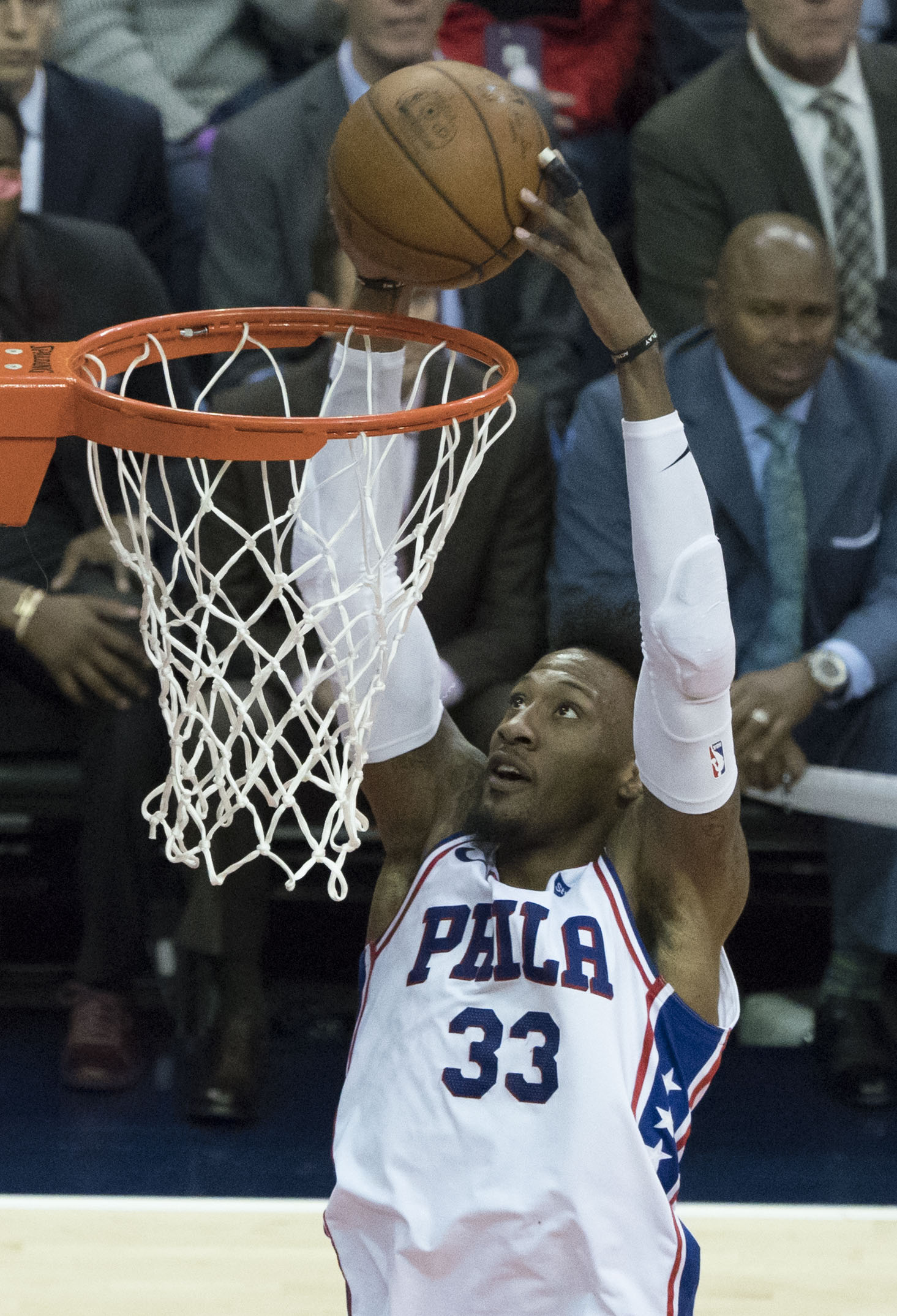
Robert Covington, 2018.

Robert Covington, född 14 december 1990 i Bellwood i Illinois, är en amerikansk professionell basketspelare (SF/PF) som spelar för Philadelphia 76ers i National Basketball Association (NBA). Han har tidigare spelat för Houston Rockets, Minnesota Timberwolves, Portland Trail Blazers och Los Angeles Clippers.
Covington blev aldrig NBA-draftad.
Innan han blev proffs studerade Covington vid Tennessee State University och spelade för deras idrottsförening Tennessee State Tigers.